# Pașaport kosovar
Pașaportul statului Kosovo (albaneză Pasaporta e Kosovës) este un document de călătorie care este eliberat de Ministerul din Kosovo pentru cetățenii din Kosovo pentru a le permite să călătorească în străinătate. Pașapoartele sunt folosite și ca dovadă a identității în țară, împreună cu cartea națională de identitate.
Pașapoartele kosovari respectă toate standardele recomandate stabilite pentru pașapoartele care pot fi citite automat de către Organizația Aviației Civile Internaționale (ICAO), dar codul de țară/cetățenie RKS nu se încadrează în ISO 3166 și, prin urmare, nu este aprobat de ICAO. Modelul pașaportului a fost dezvăluit pentru prima dată pe 14 martie 2008.
Pașaportul costă 30 de euro, sau 15,40 euro pentru pensionari, și este valabil până la 10 ani pentru adulți și 5 ani pentru minori.